# Estación de Talleres Mina
Talleres Mina es una estación de ferrocarril situada en el municipio español de Minas de Riotinto, en la provincia de Huelva, comunidad autónoma de Andalucía. Las instalaciones forman parte del histórico ferrocarril de Riotinto, constituyendo actualmente la cabecera del tren turístico minero.

## Historia
A comienzos de la década de 1990 desde la Fundación Río Tinto se impulsó la recuperación del ferrocarril minero para su uso turístico. Cabe señalar que la línea férrea había sido clausurada al tráfico en 1984, quedando abandonada. De hecho, la histórica cabecera de la línea (el complejo de Río Tinto-Estación) había sido desmantelada. Por ello, se decidió levantar una nueva estación situada a 1,37 kilómetros del que había sido el inicio de la línea, junto al complejo de los antiguos Talleres Mina. Además de un edificio de viajeros, se habilitó un andén y dos vías de servicio, depósito de agua y una placa giratoria. En 1994 el trazado fue reabierto al servicio, inicialmente entre Talleres Mina y Zarandas-Naya, siendo ampliado tres años más tarde hasta Los Frailes.

## La estación
El complejo de Talleres Minas cuenta con un edificio de viajeros de 125 metros cuadrados y tejado a tres aguas que funciona como centro de recepción de viajeros. Cabe señalar que la tipología de esta construcción sigue el estilo británico que predominó en las infraestructuras del ferrocarril de Riotinto. Con objeto de facilitar el acceso de los pasajeros al andén se edificó una escalera. En una zona anexa al edificio de viajeros se habilitaron un aparcamiento cubierto para turismos y otro para autocares. La estación cuenta con dos vías de doscientos metros de longitud. Para permitir el tránsito de locomotoras de vapor se instaló una placa giratoria de dieciocho metros de diámetro. Así mismo, se levantaron un depósito de agua con una capacidad de tres metros cúbicos y un surtidor, este último montado sobre una plataforma metálica.